# Antonija Mišura
Antonija Mišura (n.Šibenik, Croacia, el 19 de mayo de 1988) es una jugadora croata de baloncesto, que ocupa la posición de base.
Antonija debutó como jugadora profesional en 2005 y es internacional con la selección de Croacia, con la que ha logrado una medalla de bronce en los Juegos Mediterráneos de 2009 y ha disputado dos Eurobasket y los Juegos Olímpicos de Londres 2012.
Mišura, a su vez, es bastante popular por su atractivo físico, habiendo sido proclamada la deportista más bella de los Juegos Olímpicos de Londres 2012 por distintos medios británicos y de varios países europeos.